# Deon Hemmings
Pour les articles homonymes, voir Hemmings.
Deon Hemmings, née le 9 octobre 1968 à Saint Ann en Jamaïque, est une ancienne athlète jamaïcaine spécialiste du 400 m haies.
Hemmings a été la première athlète jamaïcaine à remporter un titre lorsqu'elle gagna la finale du 400 m haies des Jeux olympiques d'été de 1996, établissant au passage un nouveau record olympique. Quatre ans plus tard, elle remportait deux nouvelles médailles olympiques, deux fois l'argent : pour les épreuves du 400 m haies et du relais 4 × 400 m avec Sandie Richards, Catherine Scott-Pomales et Lorraine Graham.
Parmi les meilleures athlètes des années 1990 sur la distance, Deon Hemmings a encore remporté de nombreuses médailles lors de compétitions internationales.
Elle s'est retirée de la compétition en 2003.

## Palmarès

### Jeux olympiques d'été
- Jeux olympiques d'été de 1992 à Barcelone ( Espagne)
  - 7e du 400 m haies
- Jeux olympiques d'été de 1996 à Atlanta ( États-Unis)
  -  Médaille d'or du 400 m haies
- Jeux olympiques d'été de 2000 à Sydney ( Australie)
  -  Médaille d'argent du 400 m haies
  -  Médaille d'argent du relais 4 × 400 m

### Championnats du monde d'athlétisme
- Championnats du monde d'athlétisme de 1995 à Göteborg ( Suède)
  -  Médaille de bronze du 400 m haies
- Championnats du monde d'athlétisme de 1997 à Athènes ( Grèce)
  -  Médaille d'argent du 400 m haies
- Championnats du monde d'athlétisme de 1999 à Séville ( Espagne)
  -  Médaille de bronze du 400 m haies
- Championnats du monde d'athlétisme de 2001 à Edmonton ( Canada)
  -  Médaille d'or du relais 4 × 400 m (a participé aux séries)

### Jeux du Commonwealth
- Jeux du Commonwealth de 1994 à Victoria ( Canada)
  -  Médaille d'argent du 400 m haies
  -  Médaille d'argent du relais 4 × 400 m
- Jeux du Commonwealth de 2002 à Manchester ( Angleterre)
  - non partante en finale du 400 m haies

### Jeux panaméricains
- Jeux Panaméricains de 1991 à La Havane ( Cuba)
  -  Médaille d'argent du 400 m haies

### Records
- Record olympique du 400 m haies en 52 s 99 le 29 juillet 1996 à Atlanta (amélioration du record de Debbie Flintoff-King)
- Record olympique du 400 m haies en 52 s 82 le 31 juillet 1996 à Atlanta (amélioration de son précédent record, sera battu par Fani Halkia le 22 août 2004 à Athènes)